# John Blackwood (Fußballspieler, 1877)
John Blackwood (* 31. August 1877 in Glasgow; † 4. Januar 1913 ebenda) war ein schottischer Fußballspieler.

## Karriere
Blackwood wurde 1877 im US-amerikanischen Maine geboren, ging aber in Schottland zur Schule und kam 20-jährig zum FC Petershill. Mitte September 1899 spielten Blackwood und Willie McOustra für Celtic Glasgow in einem Testspiel gegen eine „Kaffirs“ genannte Mannschaft aus dem Oranje-Freistaat und beide wurden im Anschluss an das Spiel unter Vertrag genommen. Blackwood gab sein Ligadebüt für die Celts am 30. September gegen Heart of Midlothian, war bei der 0:2-Niederlage auf der Mittelstürmer-Position aber dermaßen überfordert, dass nach der Halbzeit Barney Battles in die Sturmspitze rückte und dies sein einziger Einsatz für Celtic blieb. Ende Oktober 1899 wurde er für die restliche Spielzeit an Partick Thistle verliehen, mit denen er die Meisterschaft der Scottish League Division Two errang. Im Mai 1900 wechselte er nach England zu Woolwich Arsenal, für die er in der Saison 1900/01 sechs Treffer in 17 Ligapartien erzielte und wo er sich auf der Mittelstürmerposition in Konkurrenz mit Ralph Gaudie und Alex Main befand.
In der Folge setzte er seine Laufbahn in der Southern Football League fort, zunächst beim FC Reading, mit dem er 1902 Rang 2 belegte, anschließend bei den Queens Park Rangers, für die er in zwei Spielzeiten 33 Treffer erzielte und sich zum Publikumsliebling entwickelte. 1904 kam der eifrige und mit einem harten Schuss ausgestattete Stürmer zu West Ham United, wo er zum Jahreswechsel 1904/1905 kurzzeitig Billy Bridgeman ersetzte. Blackwood erzielte zwar bei seinem Debüt gegen den FC Portsmouth einen Treffer, die Partie ging aber ebenso wie die drei folgenden verloren und Blackwood verlor seinen Platz wieder an Bridgeman. Im September 1905 wechselte Blackwood zurück nach Schottland zum Amateurklub FC Royal Albert.